# Friedrich Geiger (Musikwissenschaftler)
Friedrich Geiger (* 1966 in München) ist ein deutscher Musikwissenschaftler.

## Leben
Er studierte Musik, Historische und Systematische Musikwissenschaft und Lateinische Philologie in München und Hamburg. Nach der Promotion 1997 mit einer Arbeit über Wladimir Vogel leitete er von 1997 bis 2002 das Forschungs- und Informationszentrum für verfemte Musik am Dresdner Zentrum für zeitgenössische Musik und hatte Lehraufträge an den Musikwissenschaftlichen Instituten der TU Dresden und der Universität Hamburg. Nach der Habilitation 2003 mit einer Studie über die Verfolgung von Komponisten unter Hitler und Stalin war er von 2003 bis 2007 wissenschaftlicher Mitarbeiter und Lehrbeauftragter am Musikwissenschaftlichen Seminar der FU Berlin im DFG-Sonderforschungsbereich Ästhetische Erfahrung im Zeichen der Entgrenzung der Künste. Von 2007 bis 2020 lehrte er als Professor für Historische Musikwissenschaft an der Universität Hamburg. Zum Sommersemester 2020 wechselte er zur Hochschule für Musik und Theater München auf den Lehrstuhl für Historische Musikwissenschaft.
2020 wurde er zum Mitglied der Academia Europaea gewählt.
Seine Forschungsschwerpunkte sind Musikgeschichte vom 18. Jahrhundert bis zur Gegenwart, Musik der Antike und Antikerezeption in der Musik, Musik in Diktaturen, Historiographie der populären Musik, Geographie der Musikgeschichte und Musikästhetik und musikalisches Urteil.

## Schriften (Auswahl)
- Die Dramma-Oratorien von Wladimir Vogel 1896–1984. Hamburg 1998, ISBN 3-932696-03-4.
- Musik in zwei Diktaturen. Verfolgung von Komponisten unter Hitler und Stalin. Kassel 2004, ISBN 3-7618-1717-7.
- Verdikte über Musik. 1950–2000. Stuttgart 2005, ISBN 3-476-02110-6.
- mit Michael Custodis: Netzwerke der Entnazifizierung. Kontinuitäten im deutschen Musikleben am Beispiel von Werner Egk, Hilde und Heinrich Strobel. Münster 2013, ISBN 3-8309-2843-2.